# Hal Luscombe
Haldane Naude “Hal” Luscombe (Città del Capo, 23 febbraio 1981) è un ex rugbista a 15 sudafricano, nazionale gallese, il cui ruolo era di tre quarti centro. Si è prematuramente ritirato nel 2009 a 28 anni a seguito dei problemi fisici causati dagli infortuni di gioco.
Sudafricano per nascita, ma gallese per ascendenze familiari, Luscombe crebbe sportivamente in una squadra diocesana della sua natìa Città del Capo. Fu poi acquistato nel 2003 dalla neonata squadra gallese del Newport Dragons, compagine nella quale - in tre stagioni - assommò 54 presenze ufficiali (10 di campionato) con 13 mete (4 in campionato).
In quello stesso periodo arrivò anche la convocazione nella Nazionale gallese, il 30 agosto 2003, per un match contro la Scozia in preparazione della imminente Coppa del Mondo.
Dal 2004 a oggi Luscombe ha sempre preso parte al Sei Nazioni e, nel 2005, fu parte integrante del team gallese che realizzò il grande Slam nel torneo.
Nell'estate del 2006 Luscombe fu acquistato dagli Harlequins di Londra, con cui disputò il campionato di seconda divisione, vinto con 25 vittorie su 26. Nel 2007 ha esordito in Guinness Premiership, la massima serie rugbystica a XV inglese.
Il 24 luglio 2009 Luscombe ha annunciato il ritiro immediato dalle competizioni per via dei suoi problemi fisici.